# Cinara hattorii
Cinara hattorii är en insektsart som beskrevs av Hiromichi Kono och Inouye 1938. Cinara hattorii ingår i släktet Cinara och familjen långrörsbladlöss. Inga underarter finns listade i Catalogue of Life.